# Florida (Chile)
Florida é uma comuna da província de Concepción, localizada na Região de Biobío, Chile. Possui uma área de 608,6 km² e uma população de 10.177 habitantes (2002).
A comuna limita-se: a norte com Tomé e Ranquíl; a leste com Quillón, a sul com Yumbel e Hualqui; a oeste com Penco e Concepción.